# Соловьёв, Леонид Николаевич
Леони́д Никола́евич Соловьёв (9 [22] января 1906, Боровичи, Новгородская губерния — 2 июля 1993, Москва) — советский партийный и государственный деятель, дипломат. Член ЦК КПСС (1961—1971), председатель Верховного Совета РСФСР (1951—1955), заместитель председателя Всесоюзного центрального совета профсоюзов (1954—1959), посол СССР в Монгольской Народной Республике (1963—1968), заместитель министра иностранных дел РСФСР (1968—1980).

## Биография
Родился в рабочей семье рабочего. Член ВКП(б)/КПСС с 1929 года.
В 1926 году окончил Новгородский индустриальный техникум.
В 1926—1928 годах — слесарь, мастер Ленинградского завода машиностроения № 185 имени С. М. Кирова.
В 1928—1930 годах — срочная служба в военно-морском флоте, после которой вернулся и работал мастером, старшим мастером, механиком завода имени Кирова.
В 1933—1935 годах — учился в Ленинградском институте водного транспорта, после его окончания продолжил работать на заводе им. С. М. Кирова: механиком цеха, районным механиком, заместителем начальника цеха.
С 1937 года — на профсоюзной работе: технический инспектор ЦК профсоюза рабочих тяжелого машиностроения на заводе им. С. М. Кирова. В 1941—1942 годах — председатель заводского комитета профсоюзов завода им. С. М. Кирова.
В 1942—1944 годах — заведующий организационно-инструкторским отделом, в 1944—1954 годах — секретарь Всесоюзного центрального совета профессиональных союзов (ВЦСПС), начальник управления государственного социального страхования ВЦСПС. С 17 июня 1954 по 23 марта 1959 года — заместитель председателя ВЦСПС. В 1959—1963 годах — секретарь ВЦСПС.
Одновременно с 13 апреля 1951 по 23 марта 1955 года — председатель Верховного Совета РСФСР.
С 1963 года на дипломатической работе. Имел ранг чрезвычайного и полномочного посла. В 1963—1968 годах — чрезвычайный и полномочный посол СССР в Монгольской Народной Республике (вручение верительных грамот состоялось 27 декабря 1963). В 1968—1980 годах — заместитель министра иностранных дел СССР.
С 1980 года — персональный пенсионер союзного значения.
Делегат XX съезда КПСС (1956). Кандидат в члены ЦК КПСС (14.10.1952 — 17.10.1961), член ЦК КПСС (31.10.1961 — 30.3.1971). Депутат (от Молотовской области) Верховного Совета РСФСР 3-го (1951—1955) и 4-го (1955—1959) созывов. Депутат (от Нахичеванской АССР) Совета Национальностей Верховного Совета СССР 5-го (1958—1962) и 6-го (1962—1966) созывов.
Скончался 2 июля 1993 года, похоронен на Долгопрудненском кладбище.

### Награды
- 6 орденов Трудового Красного Знамени (11 июля 1945; 25 января 1956; 6 декабря 1957; 22 января 1966; 31 декабря 1966; 22 октября 1971)[4]
- орден Дружбы народов (21 января 1976)[4]
- медали.